# Tháp cổng
Tháp cổng (tiếng Đức: Torturm) là tháp được xây dựng bên trên hoặc bên cạnh một cổng chính.